# شان گوسفنده (فیلم ۲۰۱۵)
- مشارکت‌کنندگان ویکی‌پدیا. «Shaun the Sheep Movie». در دانشنامهٔ ویکی‌پدیای انگلیسی، بازبینی‌شده در ۱۸ مه ۲۰۱۵.

شاون گوسفنده (انگلیسی: Shaun the Sheep Movie) یک پویانمایی استاپ‌موشن در ژانر کمدی ماجراجویی، محصول سال ۲۰۱۵ و به کارگردانی ریچارد اِستارزَک و مارک بورتون است. این فیلم بر پایهٔ مجموعه تلویزیونی بریتانیایی شان گوسفنده می‌باشد. جاستین فلچر، جان اسپارکس و امید جلیلی در این فیلم به صداپیشگی پرداخته‌اند. ‌

## خلاصه داستان
شاون، گوسفندی که با گله خود در مزرعه ماسی باتم زندگی می کند، از زندگی روزمرهٔ خود در مزرعه خسته شده است. او با فریب دادن کشاورز که با شمردن مکرر گوسفندانش خوابش ببرد، او را به داخل اتاقکی برده و آنجا زندانی‌اش میکند و سپس، نقشه‌ای برای داشتن یک روز تعطیل می‌کشد. با این حال، اتاقکی که کشاورز در آن به خواب رفته، به‌طور تصادفی غلت می‌زند و به سمت شهر می‌رود. بیتزر، سگ کشاورز، او را تعقیب می کند. کشاورز در شهر به‌هوش می‌آید و ناگهان ضربه‌ای به سرش می‌خورد و به بیمارستان منتقل می شود و در آنجا، مشخص می‌شود که وی بعد از ضربه‌، دچار فراموشی شده‌است. پس از مدتی کشاورز از بیمارستان فرار می‌کند و به آرایشگاهی می‌رود و و با خاطره‌ای مبهم از اصلاح‌کردن پشم گوسفندانش، موهای یک سلبریتی را کوتاه می کند. سلبریتی نتیجه کار را می‌پسندد و کشاورز به عنوان یک آرایشگر به نام "آقای ایکس" محبوبیت پیدا می کند.
در همین حال، گوسفندان که زندگی بدون کشاورز را غیرممکن می‌دانند، یواشکی سوار اتوبوسی می‌شوند و به شهر می‌روند و خود را به عنوان مردم عادی در می‌آورند و شروع به جستجوی کشاورز می کنند، اما شاون توسط ترامپر، یک کارگر کنترل حیوانات، دستگیر می شود. شاون در زندان حیوانات، بیتزر را پیدا می‌کند و با او متّحد می شود و با کمک یک سگ بی‌خانمان به نام اسلیپ، ترامپر را دست‌می‌اندازند و او را زندانی کرده و موفق به فرار می شوند. آنها کشاورز را پیدا می کنند، اما کشاورز که فراموشی گرفته، آنها را به خاطر نمی‌آورد. شان، بیتزر و گوسفندان در کوچه ای تاریک پناه می گیرند، جایی که نسخه پزشک کشاورز را پیدا می‌کنند و متوجه می‌شوند که وی فراموشی دارد. این موضوع، روحیه آنها را بالا می برد. آنها نقشه ای می‌ریزند که شامل خواباندن دوباره کشاورز و بازگرداندن او سوار بر اسبی عروسکی به مزرعه است. ترامپر دوباره آنها را پیدا‌می‌کند و با یک تیر، آنها را موردحمله قرار می‌دهد که آنها را به کوچه پایین شهر می کشاند. گوسفندان به هر شکلی که بوده، فرار کرده و به مزرعه برمی‌گردند. 
اما زمانی که به مزرعه می‌رسند، ترامپر را می‌بینند که در زیر اسب قایم شده‌است و با آنها به مزرعه آمده. گوسفندان می‌ترسند و در یک آلونک پنهان می شوند. ترامپر تصمیم می‌گیرد که از تراکتور کشاورز استفاده کند و با چنگک تراکتور، آلونک آنها را به داخل معدن سنگی که در آن نزدیکی است، پرت کند. کشاورز ناگهان داخل آلونک از خواب بیدار می شود و با گوسفندان که از ترس او را بغل کرده‌اند مواجه می‌شود و ناگهان، حافظه خود را دوباره به دست می آورد. گوسفندان تصمیم می‌گیرند تا با هم، همکاری کنند و ترامپر را شکست دهند. آنها موفق می‌شوند تراکتور را از چنگ ترامپر در بیاورند و گاو نر نیز، ترامپر را به هوا پرتاب می کند و باعث می شود که او بر فراز معدن سنگ نزدیک پرواز کند و بر روی تپه‌ای از گل فرود آید. کشاورز و گوسفندان، قدردانی مجدد از یکدیگر دارند و روز بعد کشاورز فعالیت های معمول روز را برای یک روز تعطیل رسمی لغو می کند. مدتی بعد، اداره کنترل حیوانات به یک مرکز حفاظت از حیوانات تبدیل می‌شود و ترامپر با پوشیدن لباس مرغ برای تبلیغ یک رستوران، کاری پیدا می کند.

## صدا پیشگان
- جاستین فلچر در نقش شاون گوسفنده
- جان اسپارکس در نقش کشاورز
- جان اسپارکس در نقش بیتزر (سگ زرد)
- امید جلیلی در نقش ترامپر (پلیس کنترل حیوانات)
- کیت هاربور در نقش مادرِ تیمی
- تیم هندز در نقش اسلیپ
- ریچارد وِبر در نقش شِرلی (بزرگ ترین گوسفند)
- نیک پارک در نقش خودش (حضور کمئو)

## تولید
این فیلم توسط آردمن انیمیشن تولید و توسط استودیو کانال با همکاری Anton Capital Entertainment تامین مالی شده‌است.

## افتخارات
این فیلم، نامزد بهترین فیلم پویانمایی در هشتاد و هشتمین دوره جوایز اسکار در سال ۲۰۱۵ شد، که در نهایت به انیمیشن درون و بیرون باخت. 

## دنباله
دنباله این فیلم، با نام شان گوسفنده: فارماگدون در ۱۸ اکتبر سال ۲۰۱۸ اکران شد.